# Лепардстаун

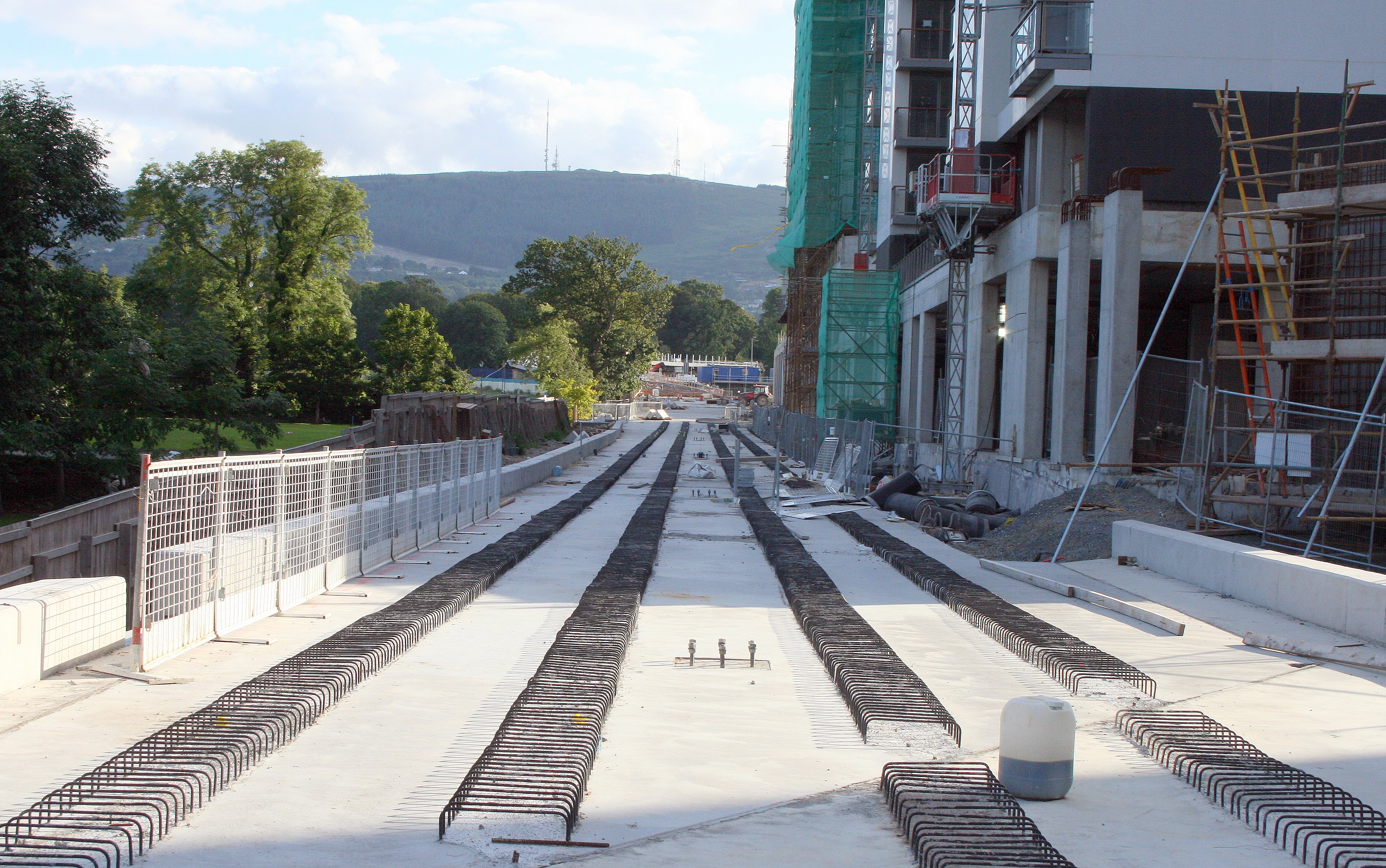
Местный центральный парк во время реконструкции

Лепардстаун (англ. Leopardstown; ирл. Baile na Lobhar, «город прокажённых») — пригород в Ирландии, находится в графстве Дун-Лэаре-Ратдаун (провинция Ленстер).
Лепардстаун упомянут в фильме «Дети шпионов»: дорожный знак Baile an Liopaird виден из окна одного из магазинов.